# Lyoness Open 2013

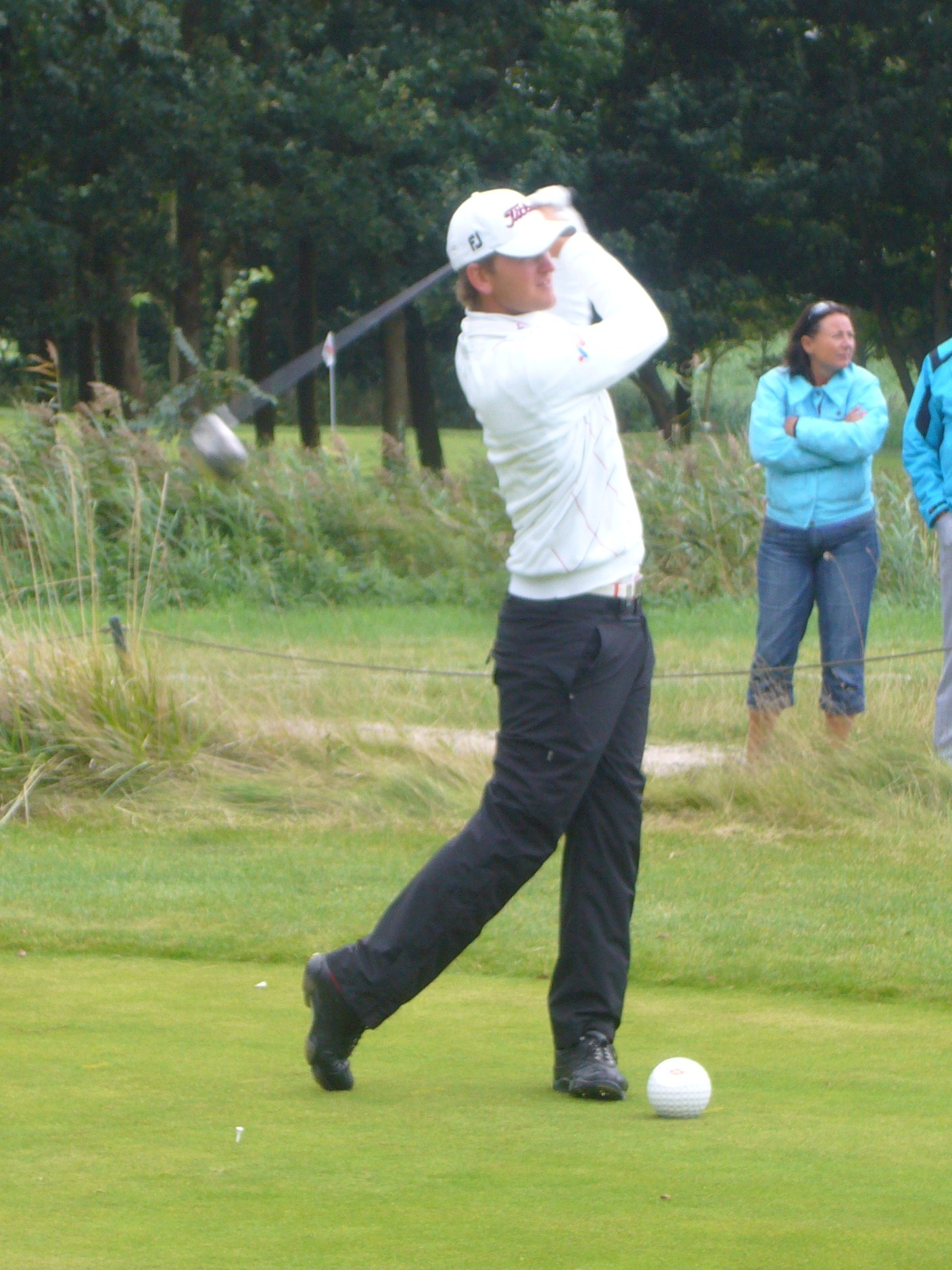
Titelverdediger Wiesberger

Het Lyoness Open van 2013 werd gespeeld van 6-9 juni op de Diamond Country Club in Atzenbrugg.
Het Oostenrijks Open heet officieel weer het Lyoness Open powered by Greenfinity, maar BMW is dit jaar ook sponsor. 

Het prijzengeld is nog € 1.000.000 waarvan de winnaar € 166.660 krijgt. Titelverdediger is Bernd Wiesberger, die in 2012 zeven birdies in de laatste tien holes maakte en met -19 won.
De baan is open en vlak en heeft veel waterhindernissen. Hole 9, een par 3 van 168 meter, waarbij je over een meer naar de green afslaat, heeft onlangs een nieuwe tee gekregen en de 'apron' voor de green is vernieuwd.  

## Verslag
De par van de baan is 71.

### Ronde 1
Robert-Jan Derksen en Maarten Lafeber speelden in de ochtenronde en scoorden beiden boven par. Joost Luiten startte pas na 1 uur en had een droomstart: 5 birdies in de eerste zes holes. Na 11 holes stond hij op -6 en deelde hij de leiding met Graeme Storm en Alexander Levy, die al klaar waren, en met Tom Lewis en Simon Dyson, die nog in de baan waren. Op zijn 17de hole kwam Richard McEvoy ook op -6. Daarna maakte Luiten nog een birdie waardoor hij aan de leiding ging. Ook Tom Lewis kwam op -7 met nog drie holes te gaan. Op zijn 17de hole maakte hij zijn 8ste birdie waarna hij alleen aan de leiding kwam. Ook op zijn laatste hole maakte hij een birdie.

Amateur Matthias Schwab, de nummer 5 op de wereldranglijst, staat als enige Oostenrijker in de top-10.

### Ronde 2
Joost Luiten  heeft in ronde 2 mooi stand gehouden en de leiding met -11 op zich genomen. Paul Waring, Eduardo de la Riva en Callum Macaulay delen de 2de plaats met -10.

### Ronde 3
Thomas Bjørn had een matige score na twee rondes, maar verbeterde dat in ronde 3 met een ronde van 64, waardoor hij met -11 aan de leiding kwam naast Joost Luiten, die net gestart was. Jorge Campillo en Eduardo de la Riva hadden ook een late starttijd dus er kon nog veel veranderen. 

De grote concurrent van Luiten bleek Jorge Campillo te zijn, die op hole 13 met Luiten op -12 kwam. Luiten maakte daarna nog birdies en eindigde met -16 aan de leiding, met drie slage voorsprong op Campillo en De la Riva.

### Ronde 4
Amateur Matthias Schwab was de vierde spelers van de week die een eagle op de eerste negen holes maakte, waarna hij weer even in de top-10 stond, want de laatste spelers moesten nog starten. Derksen slaagde er deze week niet in onder de 70 te scoren en eindigde op de 48ste plaats. 

Joost Luiten begon aan zijn laatste ronde met een voorsprong van drie slagen. Nadat François Wattell in vijf holes vier birdies had gemaakt, was er nog maar 1 slag verschil. Ook Wenchong Liang speelde erg goed. Toen hij op hole 15 zijn 7de birdie maakte, stond hij nog maar twee slagen achter Luiten, die nog zes holes moest spelen. Luiten maakte op hole 16 nog een mooie birdie en behaalde zijn tweede overwinning van het jaar. Wattell en Liang werden derde, Bjørn eindigde met een birdie en werd tweede.
- Scores

| Naam                 | Score R1 | Score R1 | Nr   | Score R2 | Score R2 | Totaal | Nr  | Score R3 | Score R3 | Totaal | Nr  | Score R4 | Score R4 | Totaal | Nr  |
| -------------------- | -------- | -------- | ---- | -------- | -------- | ------ | --- | -------- | -------- | ------ | --- | -------- | -------- | ------ | --- |
| Joost Luiten         | 65       | -7       | 2    | 68       | -4       | -11    | 1   | 67       | -5       | -16    | 1   | 71       | -1       | -17    | 1   |
| Thomas Bjørn         | 71       | -1       | T45  | 70       | -2       | -3     | T37 | 64       | -8       | -11    | T4  | 68       | -4       | -15    | 2   |
| Romain Wattel        | 68       | -4       | T12  | 68       | -4       | -8     | T4  | 69       | -3       | -11    | T4  | 69       | -3       | -14    | T3  |
| Wen-chong Liang      | 67       | -5       | T7   | 72       | par      | -5     | T19 | 69       | -3       | -8     | T10 | 66       | -6       | -14    | T3  |
| Jorge Campillo       | 70       | -2       | T31  | 67       | -52      | -7     | T7  | 66       | -6       | -13    | T2  | 72       | par      | -13    | T5  |
| Paul Waring          | 67       | -5       | T7   | 67       | -5       | -10    | T2  | 72       | par      | -10    | T6  | 69       | -3       | -13    | T5  |
| Eduardo de la Riva   | 69       | -3       | T20  | 65       | -7       | -10    | T2  | 69       | -3       | -13    | T2  | 73       | +1       | -12    | 7   |
| Miguel Ángel Jiménez | 67       | -5       | T7   | 70       | -2       | -7     | T7  | 69       | -3       | -10    | T6  | 75       | +3       | -7     | T19 |
| Graeme Storm         | 66       | -6       | T3   | 74       | +2       | -4     | T25 | 71       | -1       | -5     | T28 | 68       | -4       | -9     | T11 |
| Alexander Levy       | 66       | -6       | T3   | 75       | +3       | -3     | T36 | 68       | -4       | -7     | T15 | 70       | -2       | -9     | T11 |
| Matthias Schwab (Am) | 67       | -5       | T7   | 74       | +2       | -3     | T36 | 70       | -2       | -5     | T28 | 69       | -3       | -8     | T14 |
| Simon Dyson          | 66       | -6       | T3   | 74       | +2       | -4     | T25 | 69       | -3       | -7     | T17 | 73       | +1       | -6     | T25 |
| Tom Lewis            | 63       | -9       | 1    | 74       | +2       | -7     | T7  | 71       | -1       | -8     | T10 | 75       | +3       | -5     | T30 |
| Richard McEvoy       | 66       | -6       | T3   | 74       | +2       | -4     | T25 | 73       | +1       | -3     | T44 | 74       | +2       | -1     | T47 |
| Robert-Jan Derksen   | 74       | +2       | T104 | 70       | -2       | par    | T65 | 72       | par      | par    | T58 | 71       | -1       | -1     | T47 |
| Maarten Lafeber      | 73       | +1       | T87  | 72       | par      | +1     | MC  |          |          |        |     |          |          |        |     |

| Leider |  | Toernooirecord |  | MC = missed cut = cut gemist |  | DQ = disqualified |

## Spelers
| - Björn Åkesson - Fredrik Andersson Hed - Kiradech Aphibarnrat - Scott Arnold - Matthew Baldwin - Seve Benson - Thomas Bjørn - Richard Bland - Grégory Bourdy - Gary Boyd - Kristoffer Broberg - Daniel Brooks - Guillaume Cambis - Jorge Campillo - Alejandro Cañizares - Magnus A. Carlsson - Christian Cévaër - Shiv Chowrasia - Robert Coles - Rhys Davies - Eduardo de la Riva - Carlos Del Moral - Matteo Delpodio - Robert-Jan Derksen - Chris Doak - Andrew Dodt - Jamie Donaldson - Bradley Dredge - David Drysdale - Victor Dubuisson - Simon Dyson - Johan Edfors - Jamie Elson - Peter Erofejeff - Niclas Fasth - Darren Fichardt - Oliver Fisher - Tommy Fleetwood - Oscar Florén - Lorenzo Gagli | - Ignacio Garrido - Daniel Gaunt - Jean-Baptiste Gonnet - Tano Goya - Emiliano Grillo - JB Hansen - Søren Hansen - Andreas Hartø - Grégory Havret - Scott Henry - David Higgins - Michael Hoey - David Horsey - David Howell - Lasse Jensen - Miguel Ángel Jiménez - Michael Jonzon - Simon Khan - Alexandre Kaleka - Shiv Kapur - Maximilian Kieffer - Søren Kjeldsen - Espen Kofstad - Mikko Korhonen - Jbe' Kruger - Maarten Lafeber - Joakim Lagergren - Moritz Lampert - Pablo Larrazábal - Peter Lawrie - Craig Lee - Thomas Levet - Alexander Levy - Thomas Lewis - Wen-chong Liang - Sam Little - Chris Lloyd - Gary Lockerbie - Joost Luiten - Mikael Lundberg | - Callum Macaulay - Morten Ørum Madsen - Gareth Maybin - Richard McEvoy - Damien McGrane - Prom Meesawat - James Morrison - Matthew Nixon - José María Olazabal - Gary Orr - Hennie Otto - Chris Paisley - John Parry - Eddie Pepperell - Phillip Price - Robert Rock - Ricardo Santos - Jeev Milkha Singh - Joel Sjöholm - Lee Slattery - Anthony Snobeck - Matthew Southgate - Gary Stal - Graeme Storm - Andy Sullivan - Alessandro Tadini - Mark Tullo - Peter Uihlein - Dawie Van der Walt - Simon Wakefield - Tjaart Van der Walt - Justin Walters - Paul Waring - Marc Warren - Romain Wattel - Steve Webster - Peter Whiteford - Martin Wiegele - Bernd Wiesberger (2012) - Chris Wood | Voormalige winnaars - José Manuel Lara (2010) - Richard Green (2007) - Markus Brier {2006) - Mark Davis (1991 en 1994) Invitaties - Hamza Amin - Javier Colomo - Charles Davies - Alan Dunbar - Petr Gal - Luke Goddard - Mathias Grönberg - Peter Gustafsson - Tyrrell Hatton - Yevgeny Kafelnikov - Benjamin Palanski - Sandro Piaget - Daniel Popovic - Clemens Prader - Manuel Quiros - Jake Roos - Richard Sarközi Nationale rangorde - Leonhard Astl - Christoph Bausek - Lukas Nemecz - Roland Steiner - Uli Weinhandl - Philipp Fendt (homepro) - Rene Gruber (homepro) - Jurgen Maurer (homepro) Amateurs - Sam Straka - Sepp Straka - Nikolaus Wimmer - Tobias Nemecz - Matthias Schwab - Alexander Kleszcz |

Matthias Schwab is de beste amateur van Oostenrijk. Op de wereldranglijst staat hij nummer 5. Hij won in 2013 het Sloveens Amateur.